# Il Gallo
Il Gallo è una rivista mensile di ispirazione religiosa che viene pubblicata dal 1946 a Genova-Nervi.
 

## Storia
Venne fondato da un gruppo di cattolici antifascisti raccolti intorno alla figura del saggista Nando Fabro (Alessandria 1900-1988). Oltre a Fabro i primi redattori furono Rinaldo Simonassi, Giacomo Marsano, padre Nazareno Fabbretti, don Andrea Gaggero e padre Gherardo Del Colle. Un ruolo importante lo svolgeva anche il poeta Angelo Barile.
"Soprattutto per noi stessi abbiamo voluto sul frontespizio di questo foglio lo squillo che suggellò le parole della pavidità, nell'alba del deicidio. E che cosa stiamo scontando ora, se non il timore collettivo di una generazione che ha rimasticato per quattro lustri le amarezze del compromesso? (...). È questo senso del nostro limite a farci sospettosi contro noi stessi, guardinghi di fronte alle pagine aperte delle decisioni. Non siamo dunque degli indifferenti, né degli insensibili; siamo solamente della gente che cerca"
Sul primo numero del gennaio del 1946 appare nella testata della rivista, che presenta la xilografia di un gallo, il versetto evangelico E subito per la seconda/ volta il gallo cantò, Marco, 14-72.
Questa citazione voleva esprimere, attraverso la similitudine con l'episodio evangelico del rinnegamento di Pietro, il rimprovero che i redattori facevano a se stessi per non essersi opposti attivamente al Fascismo, pur essendone avversari.
Di là del riferimento nella testata, tuttavia, l'obiettivo polemico della rivista non era il Fascismo, ormai superato.
Il Gallo era, infatti, il foglio di quei cattolici genovesi che non si riconoscevano nella chiesa di allora, dominata dalle figure di Papa Pio XII a livello nazionale e mondiale, e del cardinal Giuseppe Siri a livello cittadino, entrambi appartenenti all'ala conservatrice della chiesa e campioni della tradizione. I collaboratori del Gallo, invece, erano portatori di una nuova sensibilità religiosa, che anticipava i temi poi fatti propri dal Concilio Vaticano II. 
In questo senso nel primo numero si esprimeva il proposito di cercare e agire in modo cristiano anche nel campo sociale e politico. Inoltre, la rivista intendeva aprire, sia all'interno del gruppo che al di fuori, un dialogo cristiano. 
Nei primi anni, in realtà, la rivista ebbe carattere maggiormente letterario ed ospitava autori affermati come Angelo Barile, Eugenio Montale, Giuseppe Ungaretti, Salvatore Quasimodo, Giovanni Papini e Piero Bargellini. Tuttavia, gradatamente i redattori entrarono in contatto con le figure e i gruppi che promuovevano un rinnovamento della Chiesa, da don Mazzolari a padre Turoldo, alla rivista fiorentina L'Ultima, ed approfondirono la loro fede attraverso lo studio dei filosofi cattolici francesi Jacques Maritain ed Emmanuel Mounier.
L'indirizzo "aperturista" della rivista non poteva non suscitare i sospetti della curia diocesana e del cardinal Siri, che imposero sempre il controllo ecclesiastico preventivo, ma di fatto non intervennero pesantemente sul Gallo.
Sul piano politico i redattori del Gallo scelsero di non aderire a nessun partito, né alla Democrazia Cristiana, cui qualcuno di loro si era inizialmente iscritto, né agli Indipendenti di sinistra, come avevano invece fatto personalità vicine alla rivista. In effetti, i collaboratori del Gallo non furono mai convinti da quello che con gergo giornalistico veniva chiamato il cattocomunismo.
Nel 1976 venne costituita l'Associazione Culturale "Il Gallo", che rilevò la proprietà della rivista da Nando Fabro, e il mensile assunse il nome ufficiale di Quaderni de "Il Gallo", mantenendo tuttavia la storica testata grafica.
La rivista, che negli anni ha visto come collaboratori importanti firme come Eugenio Montale, Ennio Contini, Arrigo Bugiani, Giovanni Descalzo, Renzo Laurano, Giovanni Cristini e Valerio Volpini, viene pubblicata ancora ai nostri giorni. Alla rivista ha collaborato anche il saggista e critico letterario Angelo Marchese che, presso il circolo omonimo, ha tenuto numerose conferenze.